# Arisolfatasa
Il nome arisolfatasa si riferisce a un gruppo di enzimi che presentano somiglianze specifiche che si riuniscono in un unico gruppo dentro del quale, ad esempio, si possono riscontrare solfatasi, nitrocatecol solfatasi, fenolsolfatasi, fenilsolfatasi, p-nitrofenil solfatasi, arilsolfoidrolasi, 4-metilumbellifer solfatasi e la estrogeno solfatasi. Sono un tipo di solfatasi riconoscibili con il nome sistematico di aril-solfato-solfoidrolasi. Questi enzimi catalizzano la reazione chimica generale di fenol substrato e acqua per risultare in una molecola di fenolo e una di solfato.
Alcuni degli enzimi inclusi in questo gruppo sono:
- Arilsolfatasa A (conosciuta anche come cerebrosido-solfatasa).
- Arilsolfatasa B (conosciuta anche come N-acetilgalattosamina-4-solfatasa).
- Arisolfatasa C (conosciuta anche come esteroide solfatasa).
- ARSC2
- ARSD
- ARSE
- ARSF
- ARSG
- ARSH
- ARSI
- ARSJ
- ARSK